# Westerberg (Mangfallgebirge)
Der Westerberg bildet zusammen mit Aschberg und Brunstkogel einen bewaldeten Bergrücken westlich des Schliersees. Der Gipfel ist nur weglos erreichbar, z. B. über ein Windbruchgebiet auf der Südseite.

## Galerie

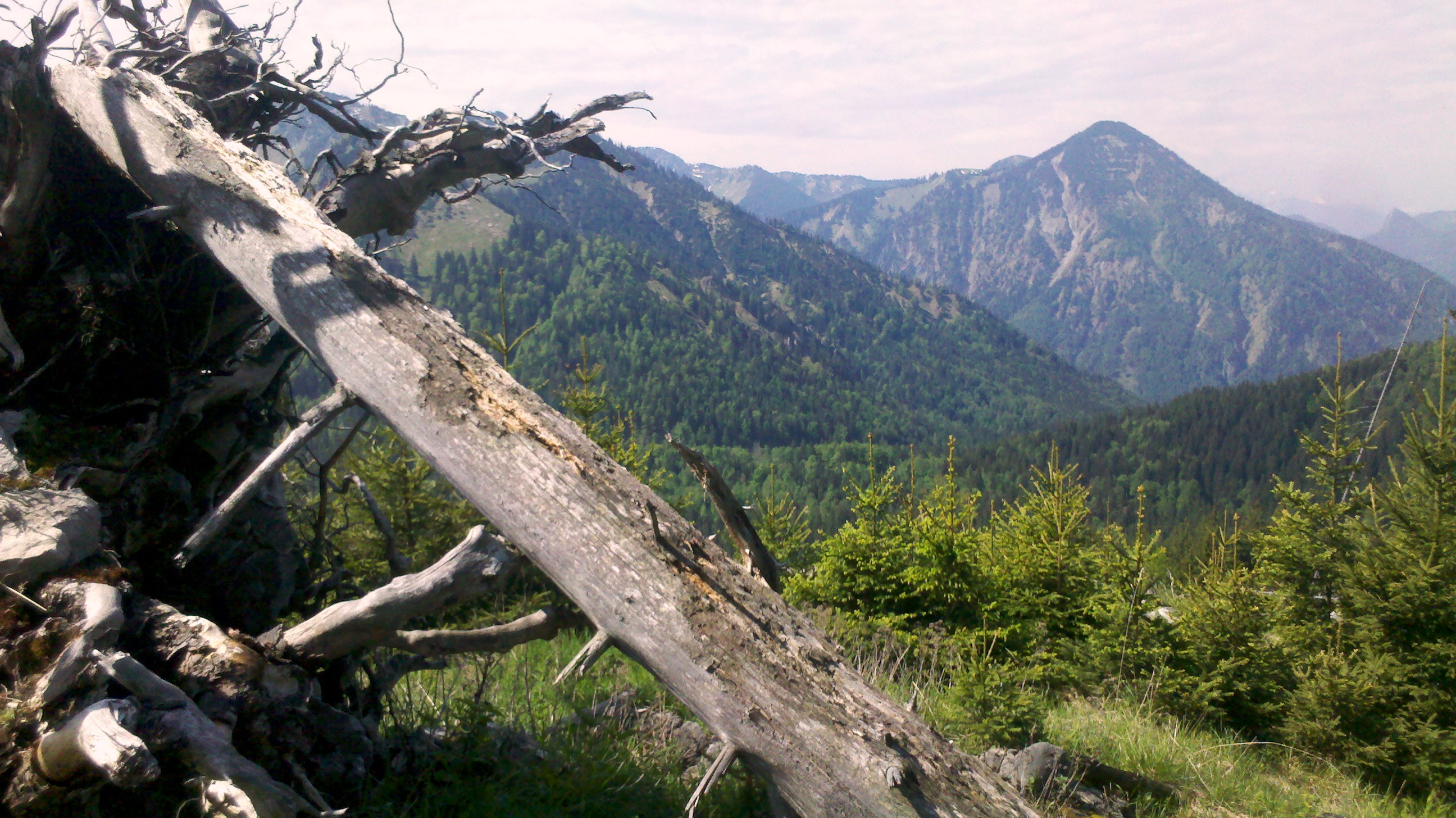
Gipfelbereich